# Seleção Venezuelana de Handebol Masculino
A Seleção Venezuelana de Handebol Masculino é a equipe que representa a Venezuela nas competições internacionais de handebol organizadas pela Confederação Sul e Centro Americana de Handebol (SCAHC), pela Federação Internacional de Handebol (IHF) e pelo Comitê Olímpico Internacional (COI), e é governada pela Federacion Venezolana de Balonmano. 
Até o momento, o maior sucesso da equipe foi a medalha de prata nos Jogos Centro-Americanos e do Caribe de 2010 e o 8º lugar no Campeonato Pan-Americano de 2012. É uma equipe muito jovem, que entrou para a IHF em 2006. 

## Histórico de Competições

### Campeonato Pan-Americano
| Ano   | Fase                | Posição | JG | V | E | D | GF  | GS  | DF  |
| ----- | ------------------- | ------- | -- | - | - | - | --- | --- | --- |
| 2012  | Disputa do 7º lugar | 8º      | 5  | 1 | 0 | 4 | 131 | 188 | -57 |
| Total | 1/18                | -       | 5  | 1 | 0 | 4 | 131 | 188 | -57 |

### Jogos Pan-Americanos
| Ano              | Fase                | Posição | JG | V | E | D | GF  | GS  | DF  |
| ---------------- | ------------------- | ------- | -- | - | - | - | --- | --- | --- |
| 2011 Guadalajara | Disputa do 7º lugar | 8º      | 5  | 0 | 0 | 5 | 128 | 171 | -43 |
| Total            | 1/10                | -       | 5  | 0 | 0 | 5 | 128 | 171 | -43 |

### Jogos Centro-Americanos e do Caribe
| Ano               | Fase                | Posição | JG | V | E | D | GF  | GS  | DF |
| ----------------- | ------------------- | ------- | -- | - | - | - | --- | --- | -- |
| Mayagüez 2010     | Disputa do ouro     | 2º      | 5  | 3 | 0 | 2 | 141 | 134 | -7 |
| San Salvador 2023 | Disputa do 5º lugar | 5º      | 5  | 2 | 1 | 2 | 148 | 152 | −4 |
| Total             | 2/10                | -       | 10 | 5 | 1 | 4 | 289 | 286 | +3 |

### Copa Caribe de Handebol
| Ano   | Fase                | Posição | JG | V | E | D | GF  | GS  | DF |
| ----- | ------------------- | ------- | -- | - | - | - | --- | --- | -- |
| 2017  | Disputa do 5º lugar | 5º      | 6  | 3 | 1 | 2 | 151 | 150 | +1 |
| Total | 1/3                 | -       | 6  | 3 | 1 | 2 | 151 | 150 | +1 |

### Jogos Bolivarianos
| Ano              | Fase       | Posição | JG | V | E | D | GF  | GS  | DF   |
| ---------------- | ---------- | ------- | -- | - | - | - | --- | --- | ---- |
| Trujillo 2013    | Fase única | 1º      | 4  | 4 | 0 | 0 | 167 | 78  | +89  |
| Santa Marta 2017 | Fase única | 3º      | 4  | 2 | 1 | 1 | 174 | 95  | +79  |
| Valledupar 2022  | Fase única | 2º      | 4  | 2 | 0 | 2 | 126 | 139 | -13  |
| Total            | 3/3        | -       | 12 | 8 | 1 | 3 | 467 | 282 | +185 |

### Jogos Sul-Americanos
| Ano             | Fase                | Posição | JG | V | E | D | GF  | GS  | DF  |
| --------------- | ------------------- | ------- | -- | - | - | - | --- | --- | --- |
| Santiago 2014   | Fase única          | 5º      | 5  | 3 | 0 | 2 | 123 | 109 | +14 |
| Cochabamba 2018 | Disputa do 5º lugar | 5º      | 4  | 2 | 0 | 2 | 112 | 91  | +21 |
| Assunção 2022   | Fase única          | 5º      | 4  | 0 | 1 | 3 | 98  | 147 | -49 |
| Total           | 3/6                 | -       | 13 | 5 | 1 | 7 | 333 | 347 | +14 |